# Adam Bohorič
Adam Bohorič (Brestanica (al tempo Reichenburg), 1520 circa – Alsazia, 20 novembre 1598) è stato un linguista e docente sloveno, autore della prima grammatica della lingua slovena.
Bohorič è nato nella città mercantile di Reichenburg/Brestanica nel Ducato di Stiria (ora in Slovenia). Nel 1584 scrisse la sua opera più importante, Arcticae horulae succisivae (in italiano: Ore invernali libere). Il libro, scritto in latino, è stata la prima grammatica dello sloveno e la prima guida normativa slovena. In questo scritto, Bohorič codifica il primo alfabeto sloveno, oggi chiamato alfabeto Bohorič. Questo venne usato fino agli anni 1840, quando venne rimpiazzato dall'alfabeto latino di Gaj.